# Двопарноногі багатоніжки
Двопарноногі багатоніжки, або диплоподи, тисячоніжки (Diplopoda) — клас багатоніжок, названий так тому, що на складних за походженням тулубних сегментах (диплосегментах або диплосомітах) його представників є по дві пари ніг. Всього відомо близько 80 тисяч видів диплопод. Більшість з них — сапрофаги, що харчуються в ґрунті рослинними залишками; набагато менше форм живляться живими рослинами. Найбільш відомі представники цієї групи — ківсяки.

## Класифікація
Клас Diplopoda de Blainville in Gervais, 1844
- Підклас Penicillata Latrielle, 1831
  - Ряд Polyxenida Verhoeff, 1934
- Підклас †Arthropleuridea (placed in Penicillata by some authors)
  - Ряд †Arthropleurida Waterlot, 1934
  - Ряд †Eoarthropleurida  Shear & Selden, 1995
  - Ряд †Microdecemplicida Wilson & Shear, 2000
- Підклас Chilognatha  Latrielle, 1802
  - Ряд †Zosterogrammida Wilson, 2005 (Chilognatha incertae sedis)
  - Інфраклас Pentazonia Brandt, 1833 
    - Ряд †Amynilyspedida Hoffman, 1969
    - Надряд Limacomorpha Pocock, 1894 
      - Ряд Glomeridesmida Cook, 1895 

    - Надряд Oniscomorpha Pocock, 1887 
      - Ряд Glomerida Brandt, 1833 
      - Ряд Sphaerotheriida Brandt, 1833

  - Інфраклас Helminthomorpha Pocock, 1887
    - Надряд †Archipolypoda Scudder, 1882
      - Ряд †Archidesmida Wilson & Anderson 2004
      - Ряд †Cowiedesmida Wilson & Anderson 2004
      - Ряд †Euphoberiida Hoffman, 1969
      - Ряд †Palaeosomatida Hannibal & Krzeminski, 2005

    - Ряд †Pleurojulida Schneider & Werneburg, 1998 (possibly sister to Colobognatha)
    - Підтерклас Colobognatha Brandt, 1834 
      - Ряд Platydesmida Cook, 1895
      - Ряд Polyzoniida Cook, 1895 
      - Ряд Siphonocryptida Cook, 1895
      - Ряд Siphonophorida Newport, 1844

    - Підтерклас Eugnatha Attems, 1898
      - Надряд Juliformia Attems, 1926
        - Ряд Julida Brandt, 1833
        - Ряд Spirobolida Cook, 1895
        - Ряд Spirostreptida Brandt, 1833
        - Надродина †Xyloiuloidea Cook, 1895 (Sometimes aligned with Spirobolida)[3]

      - Надряд Nematophora Verhoeff, 1913 
        - Ряд Callipodida Pocock, 1894
        - Ряд Chordeumatida Pocock 1894
        - Ряд Stemmiulida Cook, 1895
        - Ряд Siphoniulida Cook, 1895

      - Надряд Merochaeta Cook, 1895
        - Ряд Polydesmida Pocock, 1887